# Ptenopus carpi
Espèce
Ptenopus carpi est une espèce de geckos de la famille des Gekkonidae.

## Répartition
Cette espèce est endémique de Namibie.

## Habitat
Il vit dans des terriers creusé dans le sable et la terre.
La journée les températures sont élevées, voire très élevées, avec une hygrométrie faible. L'humidité est par contre plus élevée dans les terriers où il se cache durant la journée.

## Description
C'est un gecko insectivore, nocturne et terrestre est relativement massif, avec une grosse tête et de gros yeux. Ces derniers sont surmontés d'un bourrelet de peau qui lui donne un « regard » particulier.
Il est gris-beige, avec des bandes transversales sombres sur la queue et le corps.

## Étymologie
Cette espèce est nommée en l'honneur de l'homme d'affaires et naturaliste Bernard Carp (1901-1966).

## Publication originale
- Brain, 1962 : A review of the gecko genus Ptenopus with the description of a new species. Cimbebasia, n. 1, p. 1-18